# 布祿菲道

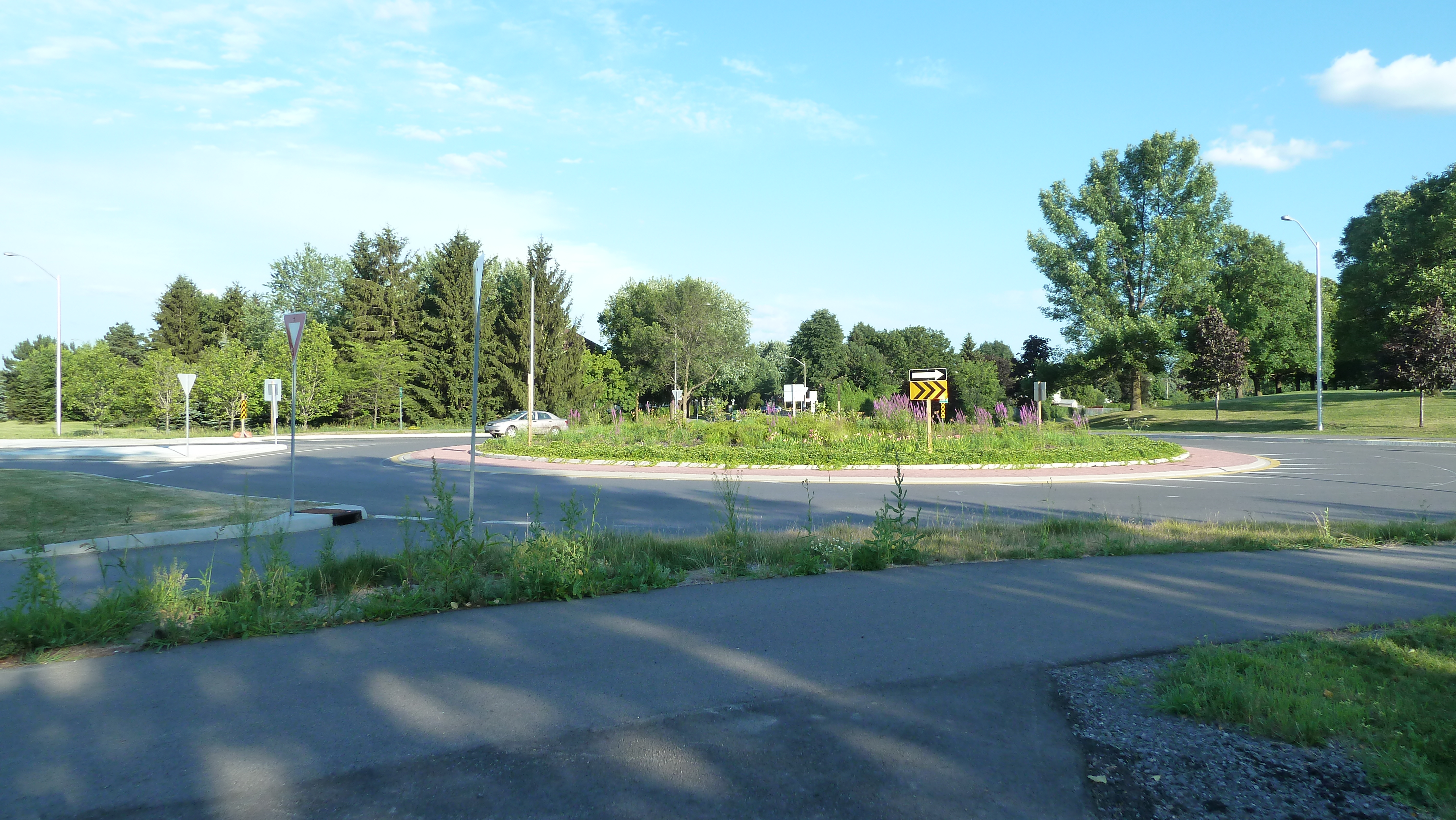
布祿菲道夾Flannery Drive路口的迴旋處，以及往返機場徑的出口斜路

布祿菲道（英語：Brookfield Road；渥太華51號市道）是加拿大安大略省渥太華的一條短接街道。道路從河畔徑（作為野豬背道的延續，穿過國家首都委員會擁有的土地）開始，經過布祿菲中學到機場徑，然後在一個單獨的路段中作為住宅區的區內道路，向銀行街延伸一段街長。
在機場徑鋪設之前，這兩個路段是連續的。
布祿菲道的主要路段為四車道的不分隔次幹路，車速限制為50每小時（31英里每小時）。
1997年之前，該道路歸國家首都委員會管轄，因為其連接了拜副將徑與機場徑。後來，機場徑的管轄權移交予渥太華-卡爾頓區政府（今渥太華市），該道路的管轄權隨之改變。